# Roland Green
Roland Green (nascido em 29 de julho de 1974) é um ex-ciclista canadense, especialista em provas de mountain bike. Ele representou o Canadá nos Jogos Olímpicos de Verão de 2000 em Sydney, onde terminou em décimo quarto lugar competindo na prova de cross-country.